# Сабов Руслан Миколайович
Русла́н Микола́йович Са́бов (нар. 2 листопада 1977, Великий Березний — пом. 18 лютого 2015, Дебальцеве) — український військовик, старшина Збройних сил України. Кавалер ордена «За мужність».

## Життєвий шлях
Закінчив Великоберезнянську ЗОШ.
Мобілізований у серпні 2014 року; командир відділення ремонтної служби, 128-ма окрема гірсько-піхотна бригада.
18 лютого 2015-го загинув під Дебальцевим під час обстрілу, вчиненого російськими бойовиками при виході української колони з оточення. Перебував у списках зниклих безвісти.
Без Руслана лишилися мама, дружина, дві доньки.
2 березня 2015-го похований з військовими почестями в смт Великий Березний, у останню дорогу проводжали більше тисячі мешканців.

## Нагороди та вшанування
За особисту мужність і героїзм, виявлені у захисті державного суверенітету та територіальної цілісності України, вірність військовій присязі під час російсько-української війни, відзначений — нагороджений
- орденом «За мужність» III ступеня (посмертно)
- 23 лютого 2016-го у Великоберезнянській ЗОШ відкрито пам'ятну дошку честі Руслана

Сабова
- У смт Великий Березний названо вулицю його іменем.